# Alexandra Klei
Alexandra Klei (* 1973) ist eine deutsche Architekturtheoretikerin und Historikerin.

## Leben
Alexandra Klei studierte Architektur an der Brandenburgischen Technischen Universität Cottbus (BTU Cottbus). Ihre Diplomarbeit mit dem Thema Gedenkstätten an Orten ehemaliger Konzentrationslager in Deutschland. Entstehung, Gegenwart und Perspektive am Beispiel des Frauenkonzentrationslagers Ravensbrück schrieb sie 2003 am Lehrstuhl Theorie der Architektur, BTU Cottbus. Von 2006 bis 2009 war sie Stipendiatin der Fondation pour la Mémoire de la Shoah in Paris und wurde 2010 mit dem Thema Der erinnerte Ort. Funktion und Bedeutung der Architektur nationalsozialistischer Konzentrationslager für die Abbildung und Präsentation von Geschichte zum Dr.-Ing. promoviert.
Von 2011 bis etwa 2015 war sie als Lehrbeauftragte am Kunstgeschichtlichen Institut der Ruhr-Universität Bochum tätig und unterrichtete unter anderem zur Nachkriegsmoderne in Nordrhein-Westfalen und Architektur und Stadtplanung zwischen 1945 und 1975. Seit dem Sommer 2014 ist sie am Selma Stern Zentrum für Jüdische Studien Berlin-Brandenburg assoziiert, ein universitäres Zentrum in Trägerschaft mehrerer Universitäten. Am Beispiel des Architekten Hermann Zvi Guttmann forschte sie zu den Möglichkeiten und Bedingungen für jüdisches Bauen in der Nachkriegszeit. An der Philosophischen Fakultät der Universität Potsdam lehrt sie als Dozentin am Institut für Künste und Medien (Stand 2018). Klei gehört der Fachredaktion „Theorie und Geschichte des Antisemitismus/der Shoah“ bei Medaon. Magazin für jüdisches Leben in Forschung und Bildung an. Seit 2018 untersucht sie als wissenschaftliche Mitarbeiterin am Institut für die Geschichte der deutschen Juden „‚Jüdisches Bauen‘ zwischen 1945 und 1989/90 in der Bundesrepublik und der DDR“.
Zu ihren Forschungsthemen gehört die Architektur und Stadtplanung in Israel, Nachkriegsmoderne, Fotografien im Kontext (ehemaliger) Konzentrations- und Vernichtungslager sowie die Architektur nationalsozialistischer Konzentrationslager mit Schwerpunkt auf den Umgang mit den Gebäuden nach der Befreiung und die Bedeutung der Architektur in der Gestaltung und Nutzung der Orte als Gedenkstätten.

### Ausstellungsraum „werkraum bild und sinn“
2013 plante und gründete sie mit drei anderen den Ausstellungsraum werkraum bild und sinn. Ebenen und Grenzen der Fotografie, der sich bis August 2015 in der Bergmannstraße in Berlin-Kreuzberg befand. Im März 2014 war Klei Mitbegründerin des gemeinnützigen Vereins werkraum bild und sinn zur Förderung von Kunst und Kultur. Neben der Konzeption und Durchführung eigener Ausstellungsprojekte werden Fotografien, Videokunst und Werke zeitgenössischer Künstler gezeigt. Eigene Projekte waren unter anderem:
- 2015: Überall Geschichte. Nationalsozialismus und Kriegsende 1945 – Denkmale, Erinnerungszeichen und historische Orte im Landkreis Spree-Neiße. Fotografien: Christian Herrnbeck, Recherche und Texte: Alexandra Klei[11]
- 2013/2014: Erinnerungsinstallation zum 15. Todestag Farid Guendouls „Wenn der so bekloppt ist und durch die Scheibe läuft…“ Guben 15 Jahre nach der tödlichen Hetzjagd auf Farid Guendoul. Die Ausstellung beschließt das Projekt RE:GUBEN,[12] „das sich ein Jahr lang Fragen nach einem Umgang mit dem Gedenken an die Todesopfer rechter Gewalt und der Erinnerung an Farid Guendoul in Guben gewidmet hat“.[13]
- 2014: Ausstellungsprojekt 665 seconds New York. Fotografien von Alexandra Klei[14]
- 2016: Please Do Not Touch The Artwork. Fotografie und Berührung. Foto-Video-Festival zum Thema „Berührung“, Leitung: Alexandra Klei, Sebastian Sprenger, Annika Wienert

## Auszeichnung
2016: Rosl und Paul-Arnsberg-Preis, mit 10.000 Euro dotierte Auszeichnung der Stiftung Polytechnische Gesellschaft Frankfurt am Main, für herausragende Forschungen zur Geschichte des jüdischen Lebens in Frankfurt.

## Veröffentlichungen (Auswahl)
- Wie das Bauhaus nach Tel Aviv kam: Re-Konstruktion einer Idee in Text, Bild und Architektur. Neofelis Verlag, Berlin 2019, ISBN 978-3-95808-244-1
- Alexandra Klei, Katrin Stoll (Hrsg.): Leerstelle(n)? Der deutsche Vernichtungskrieg 1941–1944 und die Vergegenwärtigungen des Geschehens nach 1989. Neofelis Verlag, Berlin 2019, ISBN 978-3-95808-227-4
- Jüdisches Bauen in Nachkriegsdeutschland: Der Architekt Hermann Zvi Guttmann. Neofelis Verlag, Berlin 2017, ISBN 978-3-95808-116-1
- Alexandra Klei, Katrin Stoll, Annika Wienert (Hrsg.): 8. Mai 1945: internationale und interdisziplinäre Perspektiven. Neofelis Verlag, Berlin 2016, ISBN 978-3-95808-112-3
- Alexandra Klei: Architecture, Reconstruction, Memory: The Image of Tel Aviv's White City. In: Architecture RePerformed: The Politics of Reconstruction. Tino Mager (Hrsg.), Ashgate, Farnham (Surrey) 2015, ISBN 978-1-4724-5933-6, S. 137–151 (eingeschränkte Buchvorschau)
- Überall Geschichte : Nationalsozialismus und Kriegsende 1945 – .... Werkraum Bild und Sinn e. V., Berlin 2015, ISBN 978-3-00-048214-4[17]
- Alexandra Klei, Katrin Stoll, Annika Wienert (Hrsg.): Die Transformation der Lager: Annäherungen an die Orte nationalsozialistischer Verbrechen. Tagungsband, Transcript Verlag, Bielefeld 2011, ISBN 978-3-8376-1179-3
- Der erinnerte Ort: Geschichte durch Architektur. Zur baulichen und gestalterischen Repräsentation der nationalsozialistischen Konzentrationslager. Transcript Verlag, Bielefeld 2011, ISBN 978-3-8376-1733-7 (zugleich Diss. unter dem Titel Der erinnerte Ort. Funktion und Bedeutung der Architektur nationalsozialistischer Konzentrationslager für die Abbildung und Präsentation von Geschichte. Technische  Universität Cottbus, 2010)
- Die Erinnerung an die Baracke. Darstellungen der Unterkünfte von Insassen ehemaliger Konzentrationslager in heutigen Gedenkstätten. Archimaera, Heft 3 Ephemere Architektur, Mai 2010, S. 117–127
- Janine Doerry, Alexandra Klei: Gedenkstätten in der Grenzregion: Hinzert, Natzweiler, Neue Bremm, S. 225–240. In: Janine Doerry, Alexandra Klei u. a. (Hrsg.): NS-Zwangslager in Westdeutschland, Frankreich und den Niederlanden. Geschichte und Erinnerung. Tagungsband,  Schöningh, Paderborn 2008, ISBN 978-3-506-76458-4
- Gestalt der Erinnerung: Gedenkstätten an Orten ehemaliger Außenlager des Frauen-Konzentrationslagers Ravensbrück. Metropol Verlag, Berlin 2006, ISBN 978-3-936411-76-8[18][19]